# Heygendorf
Heygendorf es una localidad del municipio de Artern, en el distrito de Kyffhäuser, en el estado federado de Turingia (Alemania), a una altitud de 120 metros. Su población a finales de 2016 era de unos 550 habitantes.
Se encuentra ubicado a poca distancia al sur de la frontera con el estado de Sajonia-Anhalt. Se conoce la existencia de la localidad desde finales del siglo IX. En los siglos XIII y XIV pertenecía a los condes de Mansfeld. Entre 1422 y 1918 perteneció a la Casa de Wettin. En 1923 aumentó su territorio con la incorporación de la vecina localidad de Schaafsdorf. Heygendorf fue municipio hasta el 1 de enero de 2019, cuando se incorporó al territorio de la ciudad de Artern.